# Church of Hawkwind
Albums de Hawkwind
Sonic Attack
(1981) Choose Your Masques
(1982)
Church of Hawkwind est le douzième album studio du groupe de space rock britannique Hawkwind. Il est sorti en 1982 sur le label Active Records (en), une filiale de RCA Records.
Les chansons qui composent l'album se distinguent par un recours accru aux synthétiseurs, ce qui leur donne des sonorités plus électroniques et expérimentales que celles des précédents albums de Hawkwind pour RCA Records, davantage axées hard rock ou heavy metal. Plusieurs d'entre elles sont issues de démos enregistrées par Dave Brock sur lesquelles contribuent ensuite ponctuellement les autres membres de Hawkwind, notamment Harvey Bainbridge et Huw Lloyd-Langton, si bien que Church of Hawkwind est parfois considéré comme un album solo de Brock en tout sauf en nom.
À sa sortie, l'album est publié sous le nom de « Church of Hawkwind » et pas de Hawkwind tout court, tandis que Dave Brock n'apparaît dans les crédits que sous le pseudonyme de « Dr. Technical ».

## Fiche technique

### Chansons

#### Album original
| 1. | Angel Voices                 | Dave Brock, Harvey Bainbridge                    | 1:21 |
| 2. | Nuclear Drive                | Dave Brock                                       | 3:39 |
| 3. | Star Cannibal                | Dave Brock                                       | 5:31 |
| 4. | The Phenomenon of Luminosity | Dave Brock                                       | 2:40 |
| 5. | Fall of Earth City           | Dave Brock, Harvey Bainbridge, Huw Lloyd-Langton | 3:24 |
| 6. | The Church                   | Dave Brock, Huw Lloyd-Langton                    | 1:32 |

| 7.  | Joker at the Gate       | Dave Brock, Harvey Bainbridge | 1:51 |
| 8.  | Some People Never Die   | Dave Brock                    | 3:52 |
| 9.  | Light Specific Data     | Dave Brock                    | 3:48 |
| 10. | Experiment with Destiny | Dave Brock, Harvey Bainbridge | 2:31 |
| 11. | The Last Messiah        | Dave Brock, Harvey Bainbridge | 1:27 |
| 12. | Looking in the Future   | Dave Brock                    | 4:03 |

#### Rééditions
Church of Hawkwind a été réédité au format CD en 1994 par les labels Dojo (au Royaume-Uni) et Griffin (aux États-Unis) avec plusieurs titres bonus insérés au milieu de l'album.
| 1.  | Angel Voices                   | Dave Brock, Harvey Bainbridge                    | 1:21 |
| 2.  | Nuclear Drive                  | Dave Brock                                       | 3:39 |
| 3.  | Star Cannibal                  | Dave Brock                                       | 5:31 |
| 4.  | The Phenomenon of Luminosity   | Dave Brock                                       | 2:40 |
| 5.  | Fall of Earth City             | Dave Brock, Harvey Bainbridge, Huw Lloyd-Langton | 3:24 |
| 6.  | The Church                     | Dave Brock, Huw Lloyd-Langton                    | 1:32 |
| 7.  | Identimate (titre bonus)       | Dave Brock                                       | 3:45 |
| 8.  | Some People Never Die          | Dave Brock                                       | 3:52 |
| 9.  | Damage of Life (titre bonus)   | Dave Brock                                       | 5:50 |
| 10. | Experiment with Destiny        | Dave Brock, Harvey Bainbridge                    | 2:31 |
| 11. | Mists of Meridin (titre bonus) | Dave Brock, Alan Davey                           | 5:13 |
| 12. | Looking in the Future          | Dave Brock                                       | 4:03 |
| 13. | Joker at the Gate              | Dave Brock, Harvey Bainbridge                    | 1:51 |
| 14. | Light Specific Data            | Dave Brock                                       | 3:48 |
| 15. | The Last Messiah               | Dave Brock, Harvey Bainbridge                    | 1:27 |

La réédition remasterisée parue chez Atomhenge en 2010 reprend l'ordre original de l'album et inclut cinq chansons supplémentaires :
| 13. | Angel Voices (version longue)               | Dave Brock, Harvey Bainbridge                    | 2:21  |
| 14. | Harvey's Sequence                           | Harvey Bainbridge                                | 3:31  |
| 15. | Fall of Earth City (autre version)          | Dave Brock, Harvey Bainbridge, Huw Lloyd-Langton | 4:50  |
| 16. | Water Music (Light Specific Data) (démo)    | Dave Brock                                       | 4:42  |
| 17. | Looking in the Future / Virgin of the World | Dave Brock                                       | 10:23 |

### Musiciens

#### Hawkwind
- Dave Brock : chant, synthétiseurs, guitare, basse, claviers
- Huw Lloyd-Langton : guitare sur Nuclear Drive, Star Cannibal, Fall of Earth City et Looking in the Future
- Harvey Bainbridge : chant sur Angel Voices et The Joker at the Gate, basse sur Fall of Earth City, The Joker at the Gate, Light Specific Data, Experiment with Destiny et Looking in the Future, synthétiseurs sur Fall of Earth City, Light Specific Data, Experiment with Destiny et The Last Messiah
- Martin Griffin : batterie sur Nuclear Drive, Star Cannibal, Fall of Earth City, Light Specific Data, Experiment with Destiny et Looking in the Future

#### Musiciens supplémentaires
- Marc Sperhawk : basse sur Some People Never Die
- Captain Al Bodi : batterie sur Some People Never Die
- Kris Tait (Madam X) : pleurs sur The Last Messiah

### Classements et certifications
| Classement                    | Meilleure position |
| ----------------------------- | ------------------ |
| Royaume-Uni (UK Albums Chart) | 26                 |